# Crkva Navještenja Marijina u Supetru
Crkva Navještenja Marijina je rimokatolička crkva u Supetru.

## Opis
Župna crkva je nastala na istaknutom položaju na istočnom dijelu naselja iznad ranokršćanske bazilike sv. Petra. Od prve crkve sačuvan je dio geometrijskog mozaika sjevernog broda. Jednostavno trobrodno pročelje s konca 19. stoljeća ima ugrađene dijelove skulpture graditelja Ivana Vitaljića iz Komiže iz ranog 18. stoljeća. Unutrašnjost crkve razdijeljena je kamenim pilonima i pokrivena ravnim stropom te ukrašena neoklasicističkim štukaturama. Uz crkvu je podignut 1861. četverokatni kameni zvonik.
U neposrednoj blizini crkve je i:
- Kula sa satom Leroj
- Zgrada osnovne škole
- Kuća časnih sestara

## Zaštita
Pod oznakom Z-1556 zavedena je kao nepokretno kulturno dobro - pojedinačno, pravna statusa zaštićena kulturnog dobra.

## Vanjske poveznice
|  | Zajednički poslužitelj ima još gradiva o temi Crkva Navještenja Marijina u Supetru |